# マンスター
マンスター（愛: An Mhumhain、英: Munster）は、アイルランド島の南西に位置する地方。2011年の人口は約124.6万人。

## 構成県
マンスター地方は以下の6県で構成される。
- クレア県
- コーク県
- ケリー県
- リムリック県
- ティペラリー県
- ウォーターフォード県

マンスターの名はケルトにおける神である「Muma」に由来している。古代のマンスターには6つの地域が存在した。それらはTuadh Mhuman（北マンスター）、Des Mhuman（南マンスター）、Urh Mumhan（東マンスター）、Iar mumhan（西マンスター）、Ernaibh Muman（Ernai族支配下のマンスター）、Deisi Muman（Deisi族支配下のマンスター）である。抗争の末にこれらの地域は北部のThomond、南部はデズモンド、東部はオーモンドの各王国が支配する事になった。アイルランドの統一後には各王国は伯爵位を与えられた。今日地方の旗に表されている3つの王冠は3家を示している。